# Лишано-Никконе
Лиша́но-Никко́не (итал. Lisciano Niccone) — коммуна в Италии, располагается в области Умбрия, в провинции Перуджа.
Население составляет 654 человека (2008 г.), плотность населения составляет 18 чел./км². Занимает площадь 36 км². 
Почтовый индекс — 6060. Телефонный код — 075.
Покровителем коммуны почитается святой Бенедикт Нурсийский, празднование 21 марта.

## Демография
Динамика населения:

## Администрация коммуны
- Официальный сайт: http://www.lisciano.org/